# Rocky Bay, Newfoundland
Rocky Bay är en vik i Kanada.   Den ligger i provinsen Newfoundland och Labrador, i den östra delen av landet, 1 700 km öster om huvudstaden Ottawa.
I omgivningarna runt Rocky Bay växer i huvudsak blandskog. Trakten runt Rocky Bay är nära nog obefolkad, med mindre än två invånare per kvadratkilometer.